# Por amarte así
Por amarte así est une série télévisée argentine créé par Claudio Lacelli, produite per Endemol et Azteka Films, et diffusé entre le 14 novembre 2016 et le 3 février 2017 sur Telefe.
Cette série est inédite dans tous les pays francophones.

## Synopsis
Francisco Olivetti (Gabriel Corrado) est un avocat prestigieux, dont la carrière est basée sur l'éthique, toujours dédié à la défense des plus nécessiteux. Il vit un mariage de hauts et de bas avec Fátima Pellegrini (Catherine Fulop), une femme qui met en danger le bonheur de la famille en raison de sa bipolarité. Les deux sont parents de Mercedes Olivetti (Brenda Asnicar), une fille un peu gâtée, mais avec un bon cœur. La vie de Francisco change complètement face à l'affaire de Luz Quiroga (Aylin Prandi), une femme détenue pour avoir euthanasié son mari, qui mourait sur son lit de mort. Francisco est ému par l'histoire de Luz et décide de l'aider à être exempté. L'objectif de Luz est de retrouver la garde de son fils, qui est sous la garde de la schizophrène Malvina (Maite Zumelzú), la belle-sœur de Luz qui la déteste. Entre tant de complicité, Francisco et Luz tombent follement amoureux.
Pendant ce temps, Mercedes passe aussi par des bouffées de chaleur. Après avoir été droguée par son petit ami, Joaquin (Sergio Surraco), elle court et paralyse la grande promesse du football, Manuel Correa (Gastón Soffriti), qui voit sa carrière détruite et est abandonnée par la mariée, Noel (Olivia Viggiano). Ce que ni l'un ni l'autre n'imaginait, c'est que, au milieu de la frustration de Manuel et de la faute de Mercedes, un amour entre les deux allait naître.

## Distribution

### Rôles principaux
- Gabriel Corrado: 	Francisco Olivetti
- Aylin Prandi: Luz Quiroga de Ponce / Pellegrini
- Brenda Asnicar: Mercedes Olivetti
- Gastón Soffriti: Manuel Correa
- Catherine Fulop: Fátima Pellegrini
- Maite Zumelzú: Malvina Ponce
- Héctor Bidonde: Valerio Pellegrini
- Facundo Gambandé: Santiago Ponce
- Olivia Viggiano: Noel

### Rôles secondaires
- Sergio Goycochea: Richard, collègue de Francisco
- Esmeralda Mitre: Camila
- Sergio Surraco: Joaquín Quintana
- Nacho Gadano: Javier Ponce
- Lucas Corrado: Peter
- Nicolás Bouzas: Rodrigo
- Agustina Mindlin: Inés
- Carolina Casal: Rita
- Marisa Bentacur: Mercedes Correa
- Lula Ocampo: Violetta
- Santiago García Rosa: Benjamín
- Catarina Spinetta: Laura
- Valeria Degenaro: Lía, meilleur ami de Mercedes
- Agustín Lecouna: Rodolfo
- Romina Giardina: Miriam
- Santiago Caamaño: Tiziano Fonseca, amoureux de Fátima

## Développement

### Production
La production de la série a débute a commencé en septembre 2016 à Buenos Aires, en Argentine. La série a été produite par Endemol en coproduction avec Azteka Films et CTV Contenidos. Le 26 septembre 2016, le casting principal de la série a été annoncé, l'actrice Catherine Fulop, a été annoncé comme le méchant principal de la série et l'actrice française Aylin Prandi, qui a voyagé en Argentine pour participer à la série, a été annoncé en tant que protagoniste avec Gabriel Corrado, Brenda Asnicar et Gastón Soffriti.
Le tournage de la série a débuté le 22 septembre 2016 à Buenos Aires, en Argentine. La série été enregistrée dans le Studio Mayor à Palermo Hollywood dans la ville de Buenos Aires, en Argentine, bien que certaines scènes de la série ont également été enregistrées dans différentes zones de Buenos Aires. La série a été entièrement tournée en format haute définition. Le tournage de la série s'est terminé le 7 novembre 2016.